# Józef Szczekot

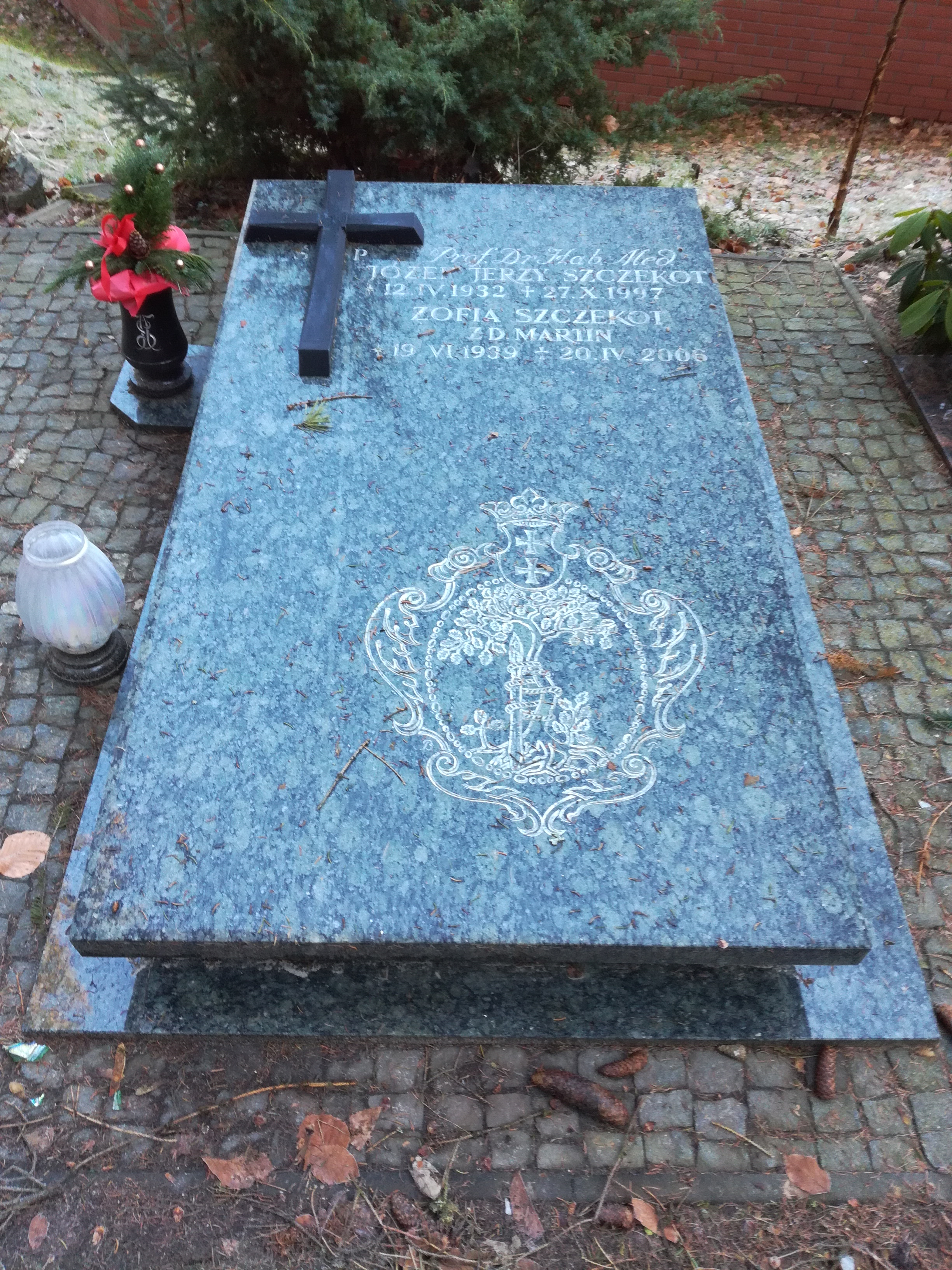
Grób profesora Józefa Szczekota na cmentarzu Srebrzysko w Gdańsku

Józef Szczekot (ur. 12 kwietnia 1932 w Łąckiej Woli koło Lwowa, zm. 27 października 1997 w Gdańsku) – polski lekarz, ortopeda.

## Życiorys
Studiował w Akademii Medycznej w Gdańsku, uzyskując dyplom w 1955 roku. Tytuł doktorski obronił w 1966 na podstawie pracy Zagadnienie wczesnego rozpoznawania i leczenia wrodzonej dysplazji stawów biodrowych w Akademii Medycznej w Gdańsku. W 1973 uzyskał habilitację na podstawie rozprawy Przydatność osteotomii miednicy sposobem Saltera w leczeniu wrodzonych zwichnięć i podwichnięć stawów biodrowych Pełnił funkcję kierownika Katedry i Kliniki Ortopedii Akademii Medycznej w Gdańsku w latach 1990-1997. Prekursor operacyjnego leczenia dysplazji stawu biodrowego u dorastających, wprowadził standardy operacyjnego leczenia rozwojowej dysplazji u dzieci.
W pracy naukowej skupiał się na patologii biodra zarówno dziecięcego, jak i dorosłego.
Pochowany na cmentarzu Srebrzysko w Gdańsku (rejon VI, kwatera II skarpa).

## Odznaczenia
- Medal imienia Adama Grucy